# Europe médiane
Le terme Europe médiane désigne, dans certains ouvrages comme Fragments d'Europe, des pays européens situés entre les pays germanophones et russophones. Il n'y a pas de plein accord entre les auteurs au sujet des pays à inclure dans cet ensemble : certains y comptent l'ensemble des PECO (« pays d'Europe centrale et orientale ») et même la Grèce, d'autres en excluent, par exemple, l'Estonie, la Lettonie, la Bosnie-Herzégovine. Les auteurs germanophones n'y incluent que les pays ayant des frontières communes avec l'Allemagne ou l'Autriche.

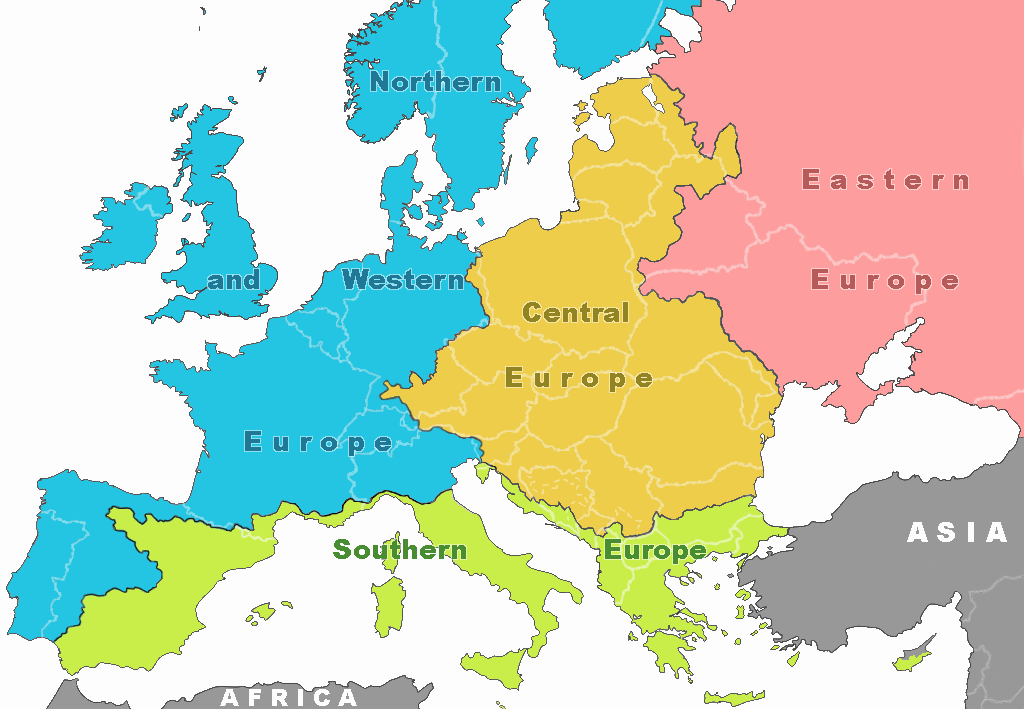
Grands ensembles de l'Europe (Nord-Ouest, Centre, Est, Sud) délimités non d'après les frontières politiques, mais d'après certaines limites hydrographiques : l'« Europe médiane » correspond grosso modo à l'Europe centrale.

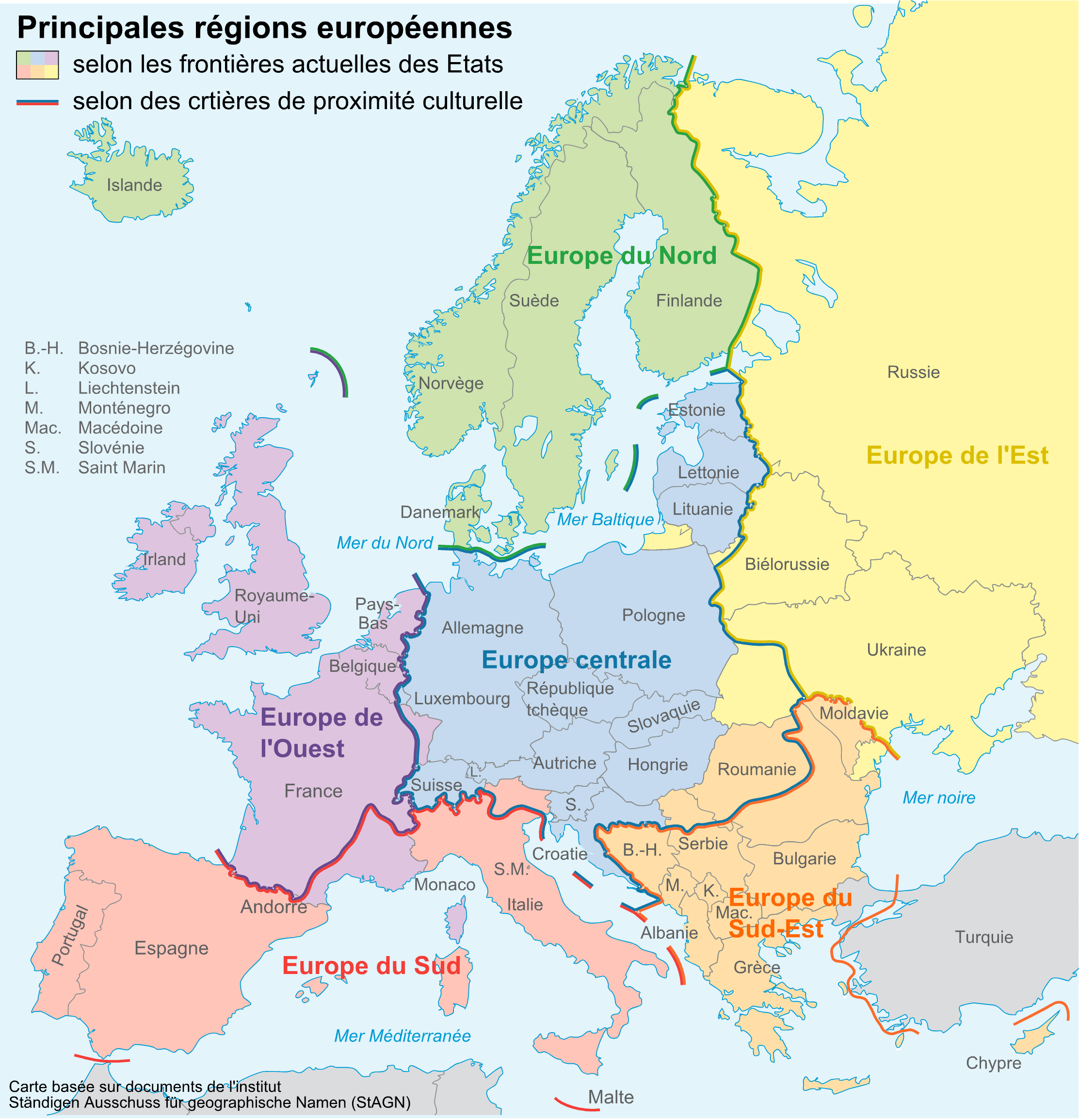
L'Europe médiane selon le Ständigen Ausschuss für geographische Namen (StAGN).

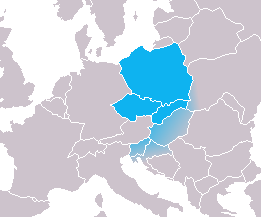
Vision allemande de la Ostmitteleuropa.

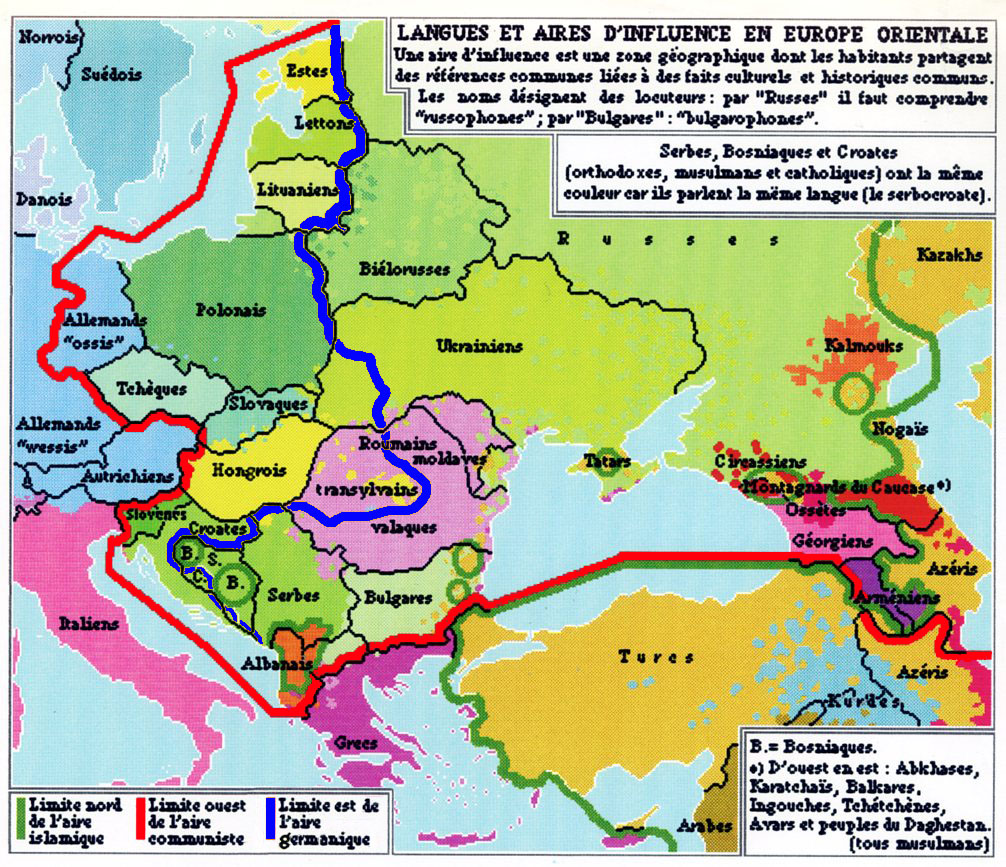
Les « pays médians » selon Czesław Miłosz, entre la limite ouest du communisme (en rouge) et la limite est de l'influence germanique (en bleu) ; les « pays d’Europe centrale et orientale » incluent aussi d’autres pays ayant été influencés, historiquement, par le christianisme orthodoxe et plus récemment par le communisme.

## Origine du concept
C'est à Czesław Miłosz que l'on doit le concept de « pays médians » car « entre deux » (ce que le journaliste François Jarraud a résumé par l'expression « entre deux mondes, entre deux périodes, entre deux avenirs »). Par « pays médians », Miłosz entend dépasser les limites de l'Europe de l'Est et de l'Europe centrale, trop limitées géographiquement, tandis que « PECO » lui apparaît comme un terme géographiquement absurde, car selon lui, l'Europe centrale et l'Europe orientale sont des mondes complètement différents, le premier rattaché au monde occidental, le second au monde byzantin et turc.
D'origine polonaise, ce concept d’Europe médiane est facilement accepté chez les géographes des pays européens non russes qui ont vécu l'expérience soviétique après 1945, mais qui ont cependant conservé, comme un palimpseste, leur culture européenne antérieure : l'Estonie, la Lettonie, la Lituanie, la Pologne, la République tchèque, la Slovaquie, la Hongrie, la Roumanie, la Moldavie et la Bulgarie. À ces pays, on peut ajouter les pays issus de la fragmentation de la Yougoslavie, et l'Albanie, qui ne faisaient pas partie du bloc soviétique, mais ont connu le même type de régime.

## Différentes acceptions

### Acception allemande
- Le concept de « pays médians » de Czesław Miłosz est différent de la Mitteleuropa qui se caractérise par la présence de minorités germaniques dispersées, qui ont été pour la très grande majorité rapatriées en 1939, 1945 (ou après 1991 dans le cas de la Transylvanie).

- À l'heure actuelle, la (de) Mitteleuropa recouvre l'Europe centrale (tiré de l'article allemand). La notion plus proche serait (de) Ostmitteleuropa.

### Pays baltes
L'Estonie, la Lettonie et la Lituanie ne sont pas toujours incluses dans cet ensemble car elles sont parfois considérées comme faisant partie de l'aire linguistique et culturelle de l'Europe nordique, et pas de la Mitteleuropa germanique. Dans d’autres acceptions, seule l’Estonie (dont la culture autochtone est proche de la Finlande) est rapprochée des pays nordiques, tandis que la Lituanie et Lettonie (de culture balte), sont assimilées à l’Europe médiane.

### Balkans
Selon les auteurs de ces pays, la Roumanie, la Moldavie, la Bulgarie et la Serbie font elles aussi partie des « pays médians ». La Macédoine (en conflit de nom avec la Grèce et linguistique avec la Bulgarie), la Bosnie-Herzégovine (peuplée en majorité par des Slaves serbo-croates différenciés par la confession religieuse et non par l'appartenance linguistique ou culturelle) sont apparues comme États indépendants à la suite de la fragmentation de l'ex-Yougoslavie. Ce sont, à côté d'un Monténégro souverain et d'une Albanie tentée par l'expansion territoriale au Kosovo et en Macédoine, des États dont les élites affirment elles aussi se situer parmi les « pays médians », alors que dans la vision germanique, ils relèvent de l'Europe méridionale tandis que la Roumanie et la Moldavie relèvent de l'Europe orientale.

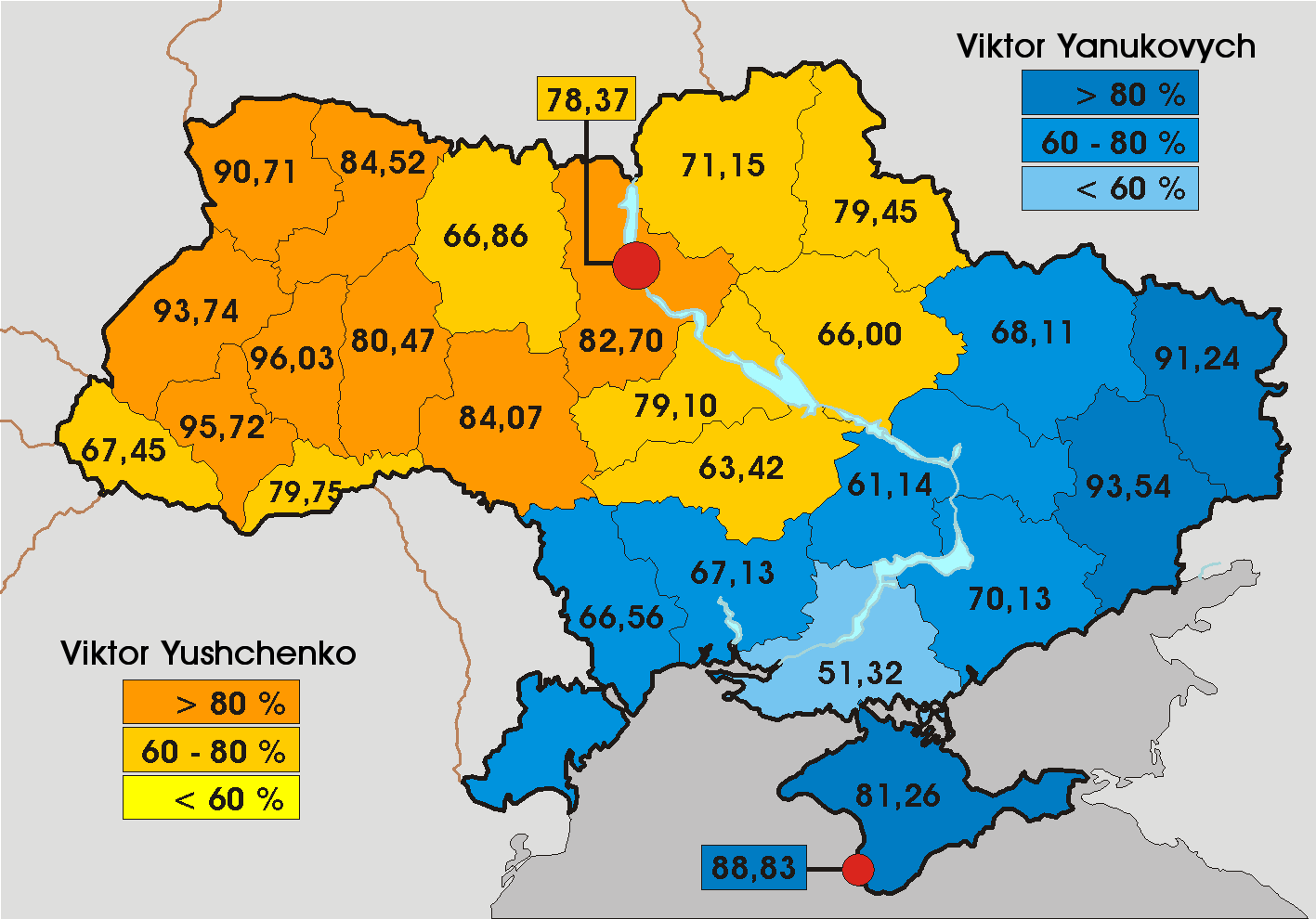
Résultat de l'élection présidentielle ukrainienne de 2004 lors du « troisième tour », en orange les partis pro-européens ont la majorité, en bleu les partis pro-russes : dix ans après, à partir de 2014, la Russie déclenchera des actions militaires, d'abord par milices pro-russes interposées, puis directement, pour tenter de prendre le contrôle des régions en bleu.

### Ex-URSS
En marge de l'Europe médiane, les pays de forte influence russe, issues de l'ancienne Union soviétique, comme l'Ukraine et la Biélorussie, dont les frontières et l'évolution ethno-linguistique par rapport au voisin russe sont encore sujettes à débat, sont en proie à des influences contraires : leurs marges occidentales, longtemps rattachées à l'état polonais puis (pour l'Ukraine) autrichien, ont tendance à s'exprimer politiquement en faveur des partis pro-européens ; leurs marges orientales en revanche, jadis soumises à la domination turco-tatare et délivrée de celle-ci par les cosaques et la Russie, se montrent en faveur des partis pro-russes.